# Agelasticus
Agelasticus (лат.) — род птиц семейства трупиаловых. Ранее представителей рода относили к роду чёрных трупиалов. Название для нового рода было предложено Жаном-Луи Кабанисом. Виды рода, описанные ранее 1851 года, относились к роду Turdus.

## Классификация
В состав рода включают три вида. 
| Изображение | Русское название            | Научное название            | Распространение                                              |
| ----------- | --------------------------- | --------------------------- | ------------------------------------------------------------ |
|             | Желтоглазый чёрный трупиал  | Agelasticus xanthophthalmus | Восток Перу и Эквадор                                        |
|             | Золотоплечий чёрный трупиал | Agelasticus thilius         | Аргентина, Боливия, Бразилия, Чили, Парагвай, Перу и Уругвай |
|             | Одноцветный чёрный трупиал  | Agelasticus cyanopus        | Аргентина, Боливия, Бразилия и Парагвай                      |

## Внешний вид
Имеют сравнительно небольшой размер и длинный тонкий клюв. На основе последнего признака и был выделен из рода Agelaius (представители рода Agelaius в большинстве своём имеют короткий толстый клюв). 

## Поведение
В отличие от представителей других родов семейства трупиаловых, за строительство гнезда у рода отвечают самки.